# Operation Aphrodite

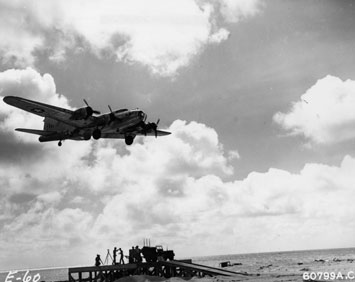
Ein Aphrodite-Bomber hebt ab (1944)

Operation Aphrodite war im Zweiten Weltkrieg der englische Deckname einer alliierten Militäroperation, bei der funkferngesteuerte Bombenflugzeuge gegen deutsche militärische Objekte eingesetzt wurden.
Ziel war, die mit großen Mengen an Sprengstoff beladenen unbemannten Flugzeuge gegen U‑Boot-Bunker und Stellungen für Raketenwaffen einzusetzen, die, aufgrund der massiven Panzerung, mit herkömmlichen Mitteln kaum wirksam beschädigt werden konnten. Dazu zählten auch Kavernen des Aggregats 4, von der NS-Propaganda „Vergeltungswaffe V 2“ genannt, und der unterirdische Bunker von Mimoyecques im besetzten Frankreich mit der Kanone „V 3“.
Der Name der Operation Aphrodite leitet sich aus der griechischen Mythologie von der Göttin der Liebe ab.

## Geschichte
In den letzten Kriegsjahren (1943–1945) stellten die deutschen „V-Waffen“ eine ernste Bedrohung dar, der von alliierter Seite unbedingt begegnet werden musste. So reifte bei den United States Army Air Forces (USAAF) der Plan, deren Montage- und Startplätze zu zerstören. Hierzu schlossen die Alliierten „Kamikaze“-Einsätze aus, wie sie von japanischen Luftstreitkräften vermehrt gegen Ende des Kriegs durchgeführt wurden. Als Alternative erarbeiteten sie eine Lösung, bei der alte Bomber des Typs Boeing B‑17 Flying Fortress („Fliegende Festung“) oder Consolidated B‑24 Liberator („Befreier“) mit einer Funkfernsteuerung sowie einem Fernsehsystem ausgerüstet wurden und auf Ziele gelenkt wurden.
Die Flugzeuge wurden von allem Überflüssigen befreit, wie Maschinengewehre, Munition, Sitze, Bombenlager und Panzerplatten, wodurch das Gewicht der leeren Flugzeuge von etwa 16 t auf 10 t reduziert werden konnte. Anschließend wurden sie mit der entsprechenden Menge an Sprengstoff beladen. Verwendet wurde der im Vereinigten Königreich hergestellte Torpex-Sprengstoff, der eine um etwa die Hälfte größere Sprengkraft als TNT aufweist. Aus Fliegenden Festungen wurden fliegende Bomben.
Als besonders schwierig erwies sich der ferngesteuerte Start der schweren Maschinen. Deshalb wich man auf die Lösung aus, den Start durch einen Piloten und einen Flugingenieur an Bord durchführen zu lassen, die, nachdem das Flugzeug auf Höhe gelangt war, die Kontrolle an die Bodenstelle übergaben, den Sprengstoff scharf stellten und danach mit einem Fallschirm von Bord sprangen.
Es wurden insgesamt 14 Einsätze geflogen. Die Fernsteuerung erfolgte durch einen Piloten in einem Begleitflugzeug oder vom Boden aus. Keines der Aphrodite-Flugzeuge erreichte sein Ziel, mehrere gerieten auf dem Flug außer Kontrolle und stürzten ab oder wurden von deutschen Flugabwehrgeschützen abgeschossen.
Während der Operation Aphrodite diente Joseph P. Kennedy (1915–1944), ältester Bruder des späteren Präsidenten der Vereinigten Staaten John F. Kennedy (1917–1963), als einer der freiwilligen Piloten an Bord. Ziel seiner Mission am 12. August 1944 war die Zerstörung des V3‑Bunkers von Mimoyecques. Nach dem Start brachte er das Flugzeug auf Höhe und überprüfte die Systeme. Bevor er und sein Kamerad plangemäß über dem Flugplatz Manston in Kent abspringen konnten, explodierte die mitgeführte Ladung vorzeitig über Suffolk. Beide wurden getötet.
Das Aphrodite-Programm wurde am 27. Januar 1945 auf Befehl von General Carl A. Spaatz (1891–1974) eingestellt. Rückblickend muss es als militärischer Misserfolg bewertet werden, da es keines seiner Ziele erreichte, hohe Kosten verursachte und eigene Piloten das Leben kostete.